# マグナモン
マグナモンはバンダイのモンスター育成玩具「デジタルモンスター」シリーズに登場する架空の生命体・デジタルモンスターの一種。テレビアニメ『デジモンアドベンチャー02』ではブイモンが奇跡のデジメンタルで進化したアーマー体。『DIGITAL MONSTER X-evolution』ではロイヤルナイツに所属するデジモンとして登場。

## 概要
テレビアニメ『02』の劇場版新規デジモンとして登場。アニメ版にも後に登場。現在までのところ究極体以外のロイヤルナイツはマグナモンだけである。

## 種族としてのマグナモン
ブイモンが「奇跡のデジメンタル」で進化したアーマー体の聖騎士型デジモン。いかなる困難な状況に陥ろうとも奇跡の力で切り抜けることができると言われ、一般に成熟期と同程度の力しか持たないアーマー体であるにもかかわらず、究極体に匹敵する戦闘力を持っている。またロイヤルナイツの一人でもあり、身に纏ったクロンデジゾイドの鎧の防御力もあって、ロイヤルナイツの守りの要とも言われる。

### 基本データ
- 世代/アーマー体
- タイプ/聖騎士型
- 属性/フリー
- 必殺技/エクストリーム・ジハード、プラズマシュート、シャイニングゴールドソーラーストーム
- 得意技/マグナムパンチ、マグナムキック
- 所属/ロイヤルナイツ

必殺技
エクストリーム・ジハード
クロンデジゾイドの鎧から放射状に放つ光線。
プラズマシュート
ボール状のプラズマ弾を発射する。
アニメでは鎧からミサイルを発射する技として描かれており、一定していない。
ゲーム『デジモンワールドRe:Digitize Decode』ではその威力から自らのデータ損傷が速まるために封印されたという設定になっている。
シャイニングゴールドソーラーストーム
ゲーム『デジモンワールドRe:Digitize Decode』で追加。空間を急速圧縮し、一気に膨張爆発させ、黄金のレーザー光で周辺の敵を一掃する。

### X抗体版
クロンデジゾイドの鎧がマグナモン自身と一体化し、筋肉のような性質を得たことで戦うたびに硬度が増すようになった。この金属は非常に重いとされるが、自らのクロンデジゾイドを鍛え上げることでその重量を克服している。極限まで硬度が高まると、全身が黄金色に輝き、絶対防御状態である「ゴールドデジゾイド」になる。なお、ゴールドデジゾイドはマグナモンの鎧に使用されている金属であり、ファンロン鋼に近い性質を持つという。
- 世代/究極体
- タイプ/聖騎士型
- 属性/ワクチン
- 必殺技/エクストリーム・ジハード、プラズマシュート、シャイニングゴールドソーラーストーム
- 所属/ロイヤルナイツ

## 登場人物としてのマグナモン

### デジモンアドベンチャー02
ブイモンの項も参照のこと。声優は野田順子。
テレビ本編では優しさの紋章が変化した奇跡のデジメンタルの力を借りてマグナモンに進化し完全体のキメラモンと戦う。キメラモンの圧倒的な強さの前に為すすべもなく倒されそうになったが、ワームモンの力を吸収して放ったエクストリームジハードでキメラモンを消滅させる。
映画の第1作ではホーリードラモンの生みだした奇跡のデジメンタルの力で進化し、ラピッドモンと共に究極体ケルビモン（悪）と戦うが、必殺技も効かず、あっさりと体内に吸い込まれ記憶を失ってしまう。しかし記憶を取り戻し、ケルビモンが自身の死を望みマグナモンとラピッドモンに自身を攻撃させたことで、ケルビモンを倒すことに成功する。
このマグナモン（=『02』のブイモン）は『デジモンアドベンチャーVテイマー01』の番外編にも登場し、ゼロと共闘しパラレルワールドを自在に移動しテイマーたちを誘拐してきたパラレルモンと交戦。ブイウイングブレードで首を落とされたパラレルモンに対して駄目押しとばかりにマグナモンに進化して攻撃、トドメを刺した。

### DIGITAL MONSTER X-evolution
声優は野田順子。戦闘シーンはなかったものの、物語には関与している。しかし闘う機会自体は何度か在ったにもかかわらず、成熟期相手に人質を取ったり、自分で闘わずに警報を鳴らしていた。非常に保守的な性格で、手駒扱いされようが自分を無視して行動されようが、イグドラシルへの忠誠を頑なに最後まで守りきったロイヤルナイツ。

### デジモンセイバーズ
声優は鈴木達央。ロイヤルナイツの一人として大たちの前に立ち塞がる。

### デジモンストーリー サイバースルゥース
声優は高塚正也。人間が悪なのかどうかわからない中立派。性格は非常に生真面目。幼年期デジモンたちと仲が良く、次元の穴が開いた際に一緒に飛ばされてしまった彼らを心配している。渋谷デジタルシフトの最奥部にて人間を信じるべきか悩んでいたが、主人公を追って現れたノキアに幼年期デジモンたちを探しにもいかなかったことを叱責される。さらに、彼女がそのデジモンたちを保護してくれていたことで人間を信じることを決意、人間が悪でイグドラシルの意思に反しようが彼らを守るために戦うことを誓う。

### デジモンリアライズ
期間限定イベント、激突戦「ダークマスターズ ～8月の冒険～」でブイモンのアーマー体デジモンとして登場。ピエモンの攻撃でドルガモンたちが大ピンチに追い込まれているところをブイモンがブンブンパンチで攻撃するが反撃に遭いピンチに追い込まれが、みんなを守るために進化して、シャイニングゴールドソーラーストームを放ち、ダークマスターズは撤退した。